# アザーズの戦い (1030年)
1030年8月に起こったアザーズの戦い（アザーズのたたかい、英: Battle of Azaz）は、シリアの都市のアザーズ近郊において、ビザンツ皇帝ロマノス3世アルギュロスが率いるビザンツ帝国軍とアレッポのアミールのシブル・アッ＝ダウラ・ナスルが率いるミルダース朝軍の間で行われた戦闘である。
シリア北部に位置するアレッポは長期にわたってビザンツ帝国（東ローマ帝国）とアラブ人勢力の間における紛争の火種となっており、ビザンツ帝国はアンティオキアを占領した969年以降都市の保護権を主張していた。1029年にビザンツ軍がアレッポを支配するミルダース朝の軍隊に敗北を喫すると、軍事経験のない文官出身のロマノス3世が自らアレッポに対する軍事行動に乗り出した。ビザンツ軍の遠征を知ったミルダース朝は使者を派遣して貢納金の支払いを条件に含む和平を申し入れたものの、ロマノス3世は和平の受け入れを勧める将軍たちの忠告を拒否し、暑く乾燥した夏のシリアでの軍事作戦を続行した。これに対してミルダース朝はベドウィンの騎兵で構成された部隊を組織してビザンツ軍と対決するためにアレッポを出発した。
双方の軍隊はビザンツ軍が野営地を築いたアレッポの北に位置するアザーズの近郊で対峙した。ミルダース朝軍はビザンツ軍の偵察部隊を奇襲して壊滅させ、野営地に繰り返し攻撃を加えて市場を焼き払った。これらの攻撃によってビザンツ軍は食糧と水の確保が困難となり、ミルダース朝軍に対する反撃も失敗に終わった。最終的にビザンツ軍は8月10日にアンティオキアへの撤退を開始したが、アルメニア人傭兵が物資の略奪を始めたために大混乱に陥り、ミルダース朝軍は無秩序と化したビザンツ軍を攻撃して完全に打ち破った。しかし、ミルダース朝は莫大な戦利品を手に入れたにもかかわらず勝利を十分に活用することができなかった。ビザンツ軍はロマノス3世がコンスタンティノープルへ帰還した後にアラブ側の要塞を次々に占領し、状況を挽回することに成功した。そして1031年にはミルダース朝とビザンツ帝国の間で条約が結ばれ、アレッポは再びビザンツ帝国の保護下に置かれることになった。 

## 背景

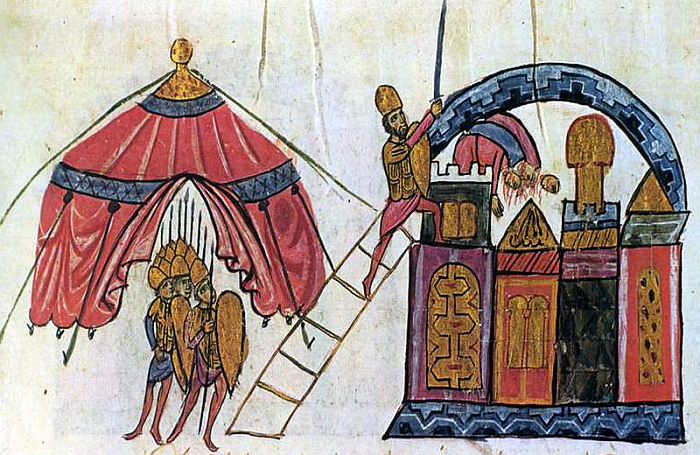
969年のビザンツ帝国軍によるアンティオキア陥落の様子を描いたマドリード・スキュリツェスの細密画

969年10月28日にアンティオキアが将軍のミカエル・ブルツェスに率いられたビザンツ帝国軍によって陥落した。その後、アレッポのアミール政権は同年にビザンツ帝国との間でサファル条約を結び、条約締結以降はビザンツ帝国に臣従していた。しかし、ビザンツ皇帝バシレイオス2世（在位：976年 - 1025年）の死の数年前にアレッポの政権はエジプトのファーティマ朝の宗主権下に入った。新興のミルダース朝（1025年 - 1080年）がアレッポの支配権を獲得するまでの間に、アレッポとシリア北部に対するビザンツ帝国の影響力は全般的に大きく低下していた。1029年にパレスチナで起こったウクフワーナの戦いでミルダース朝のアミールのサーリフ・ブン・ミルダースがファーティマ朝軍に敗れて戦死すると、サーリフの若い息子のナスルとスィマールが後継者となった。
アンティオキアのビザンツ帝国のカテパノ（国境地域の軍を統括する指揮官）であったミカエル・スポンデュレスは、この状況をサーリフの後継者たちの経験不足に付け込んでミルダース朝の領土を保護下に置く好機と捉えた。また、イスラーム教徒の集団が沿岸地帯の山地内へ要塞を建設していたことや、マアッラト・アン＝ヌウマーンで宗教対立に起因するイスラーム教徒とキリスト教徒の衝突が起こっていたことに苛立ちを募らせていた。結局、スポンデュレスは皇帝のロマノス3世アルギュロス（在位：1028年 - 1034年）に報告することなくミルダース朝に対して独断でビザンツ軍を差し向けた。しかし、派遣された軍隊は1029年7月にキーバールで起こった戦闘でキラーブ族の軍隊に敗れて壊滅した。ミルダース朝の母体となったキラーブ族はシリア北部で最も強力なアラブ部族であり、ミルダース朝軍の中核を形成していた。
その後、ロマノス3世が自らミルダース朝への攻撃に乗り出したものの、その動機についてはさまざまな説明が存在している。ロマノス3世はスポンデュレスを解任したが、中世のアラブの年代記作家であるヤフヤー・アル＝アンターキー（1066年頃没）とイブン・アル＝アディーム（1262年没）は、ロマノス3世がスポンデュレスの敗北に対する報復を決意したために行動を起こしたと説明している。一方でビザンツ帝国の歴史家のミカエル・プセルロス（1078年頃没）とヨハネス・スキュリツェス（1101年以降没）は、ロマノス3世の栄光への追求が動機になっていたと記している。文官出身のロマノス3世は軍事経験を完全に欠いていたにもかかわらず、あるいはむしろそのためにバシレイオス2世を始めとする前任者たちの行為を模倣することに熱心であった。プセルロスによれば、ロマノス3世はトラヤヌスやアウグストゥスといった古代のローマ皇帝、さらにはアレクサンドロス大王とすら競うことを望んでいた。

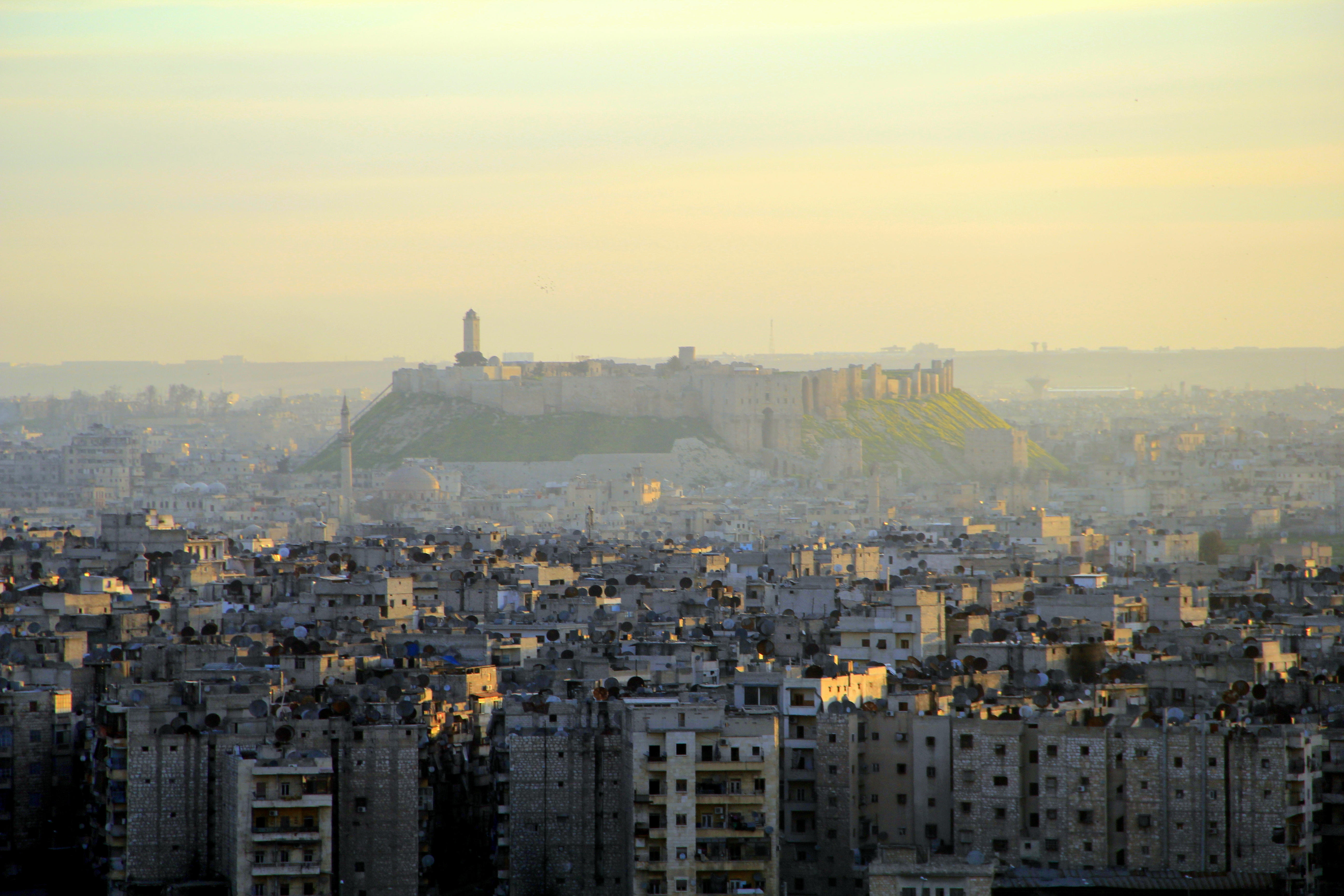
現代のアレッポの市街地と城塞（2015年3月撮影）

現代の歴史家のスハイル・ザッカールは、これらのすべての説明は慎重に取り扱う必要があると述べている。その上で、ロマノス3世は統治者のサーリフ・ブン・ミルダースが死亡したばかりであったアレッポをビザンツ帝国にとって主要なアラブの敵対勢力であるファーティマ朝が征服してしまう恐れがあると考え、アレッポの独立を維持するために行動を起こした可能性が最も高いと主張している。また、以前のアレッポの支配者でありミルダース朝と敵対していたマンスール・ブン・ルウルウが皇帝の随員の中に含まれていたことから、恐らくロマノス3世はミルダース朝に代わってマンスールをアレッポの統治者の地位に据えようと考えていたのであろうと推測している。一方でビザンツ学者の根津由喜夫は、ビザンツ帝国内の政治力学的視点から、ロマノス3世が自己の権威の確立のために小アジアの有力な軍事貴族で潜在的な対抗者であったコンスタンティノス・ダラッセノスを超える軍事的実績を残そうとしていたというものや、儀式的な戦争行為の成果による国威発揚と権力基盤の強化といった動機を挙げている。ロマノス3世はナスルとスィマールに送った書簡の中で、ミルダース朝のアミールの「敵対者たちが…二人の「若さ」故に都市を奪い取るかもしれない」と懸念を示し、報酬と引き換えにアレッポを引き渡すように要求した。

## 戦いの序章

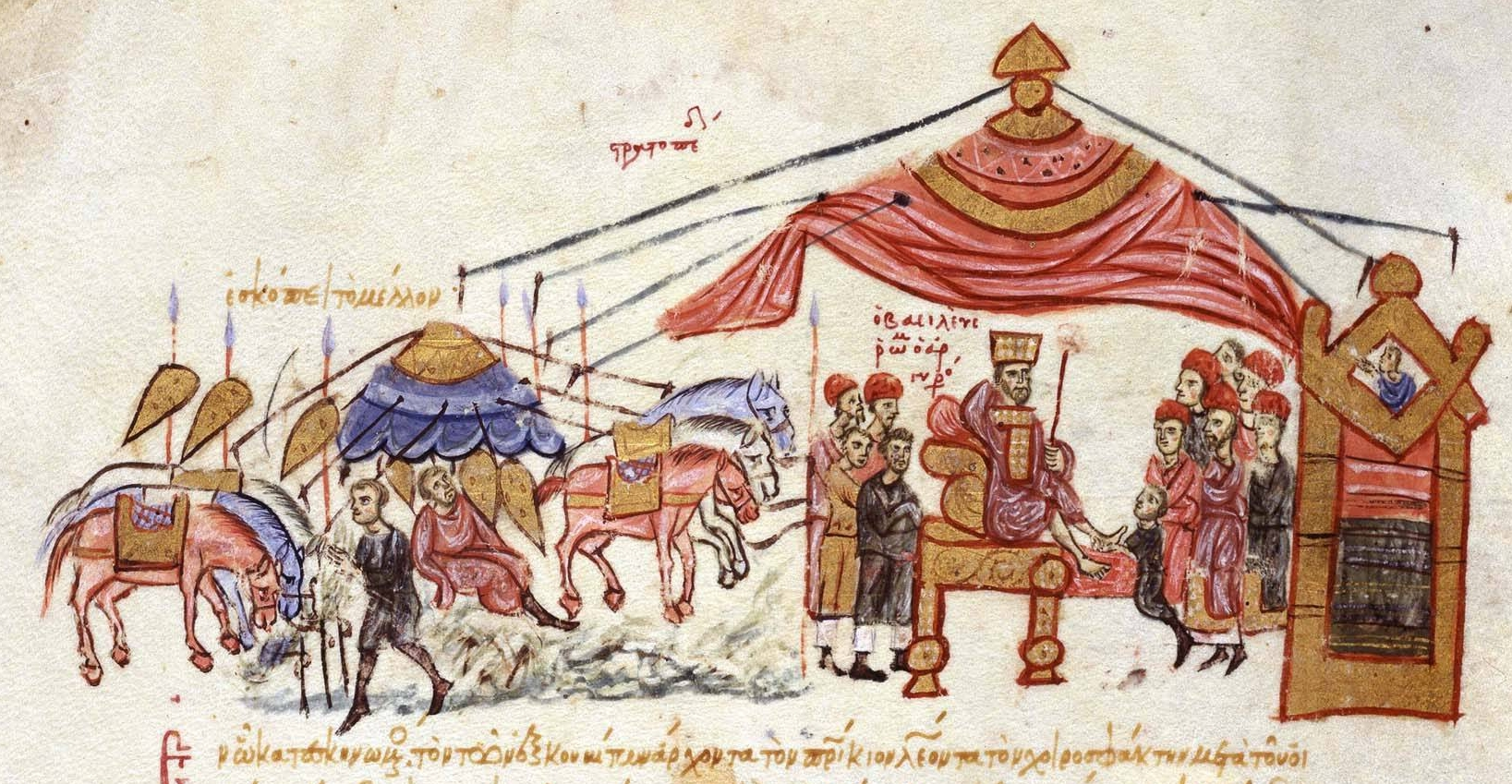
ロマノス3世がアザーズの近郊で軍と野営している様子を描いた『スキュリツェス年代記』マドリード写本の細密画

ロマノス3世はアレッポに対する軍事行動を自ら率いるために1030年3月31日にコンスタンティノープルを出発し、7月20日にアンティオキアに到着した。プセルロスによれば、自身の成功を強く確信していたロマノス3世は来るべき凱旋のために特別な王冠を用意し、誇大な演出でアンティオキアへ入城した。一方でビザンツ軍の接近を知ったナスルは従兄弟のムカッリド・ブン・カーミルが率いる使節を派遣した。そしてビザンツ帝国の宗主権を認め、貢納金の支払いを再開すると申し出た。プセルロスによれば、ナスルの使節は「戦争が起こる事を望んでいないと力説し、あらゆる戦争の口実を皇帝に対して与えなかった」が、ロマノス3世が「今や脅しをかける方針で臨み、力の誇示を求めていた」ことから、ビザンツ側は皇帝が目標を変えない限り戦争の準備を進めるつもりであった。一方、ヤフヤー・アル＝アンターキーによれば、使節にはジャッラーフ家出身のタイイ族の族長であるハッサーン・ブン・ムファッリジュも加わり、使節はハッサーンとともに自分たちは皇帝の味方であり、皇帝の遠征が行われる際には軍事奉仕を提供し、必要であれば人質も提供すると申し出た。
ロマノス3世はハッサーン・ブン・ムファッリジュから進軍を続けるように促された。タイイ族は前年にウクフワーナの戦いでミルダース朝軍とともに敗北を喫したことで降伏を余儀なくされていたが、ジャッラーフ家はパレスチナの牧草地帯を取り戻すためにロマノス3世の支援を利用したいと考えていた。スキュリツェスによれば、ビザンツ軍は乾燥した夏のシリアの砂漠には慣れておらず、兵士の重装備も負担になっていたため、将軍たちはロマノス3世に対しこのような条件下での軍事行動による危険を避けてナスルの申し出を受け入れるように進言した。ザッカールと歴史家のティエリ・ビアンキは、このような進言と同様に、素早い移動に慣れていたベドウィン（アラブの遊牧民）のキラーブ族はより重装備で動きの遅いビザンツ軍よりも明らかな利点を持っていたとする見解を示している。
アレッポに対する遠征は容易に成功を収めるであろうと信じていたロマノス3世は将軍たちの忠告を拒否した。そしてムカッリドを拘束し、7月27日に軍を率いてアザーズ（ギリシア語ではアザジオン）に向かった。ハッサーンに対しては同時に皇帝の権威の印として槍を送り、配下の者とともに待機して自分の到着を待つように指示した。プセルロスはこの決定について、ロマノス3世は「戦争は軍隊の多募によって決着すると考え、皇帝が頼りとしていたのは大規模な軍勢であった」と記している。ビザンツ軍はアザーズに近い不毛な平原に野営し、野営地の周囲に防御のための深い塹壕を掘った。その一方でナスルとスィマールは戦争への準備を進めた。両者は一族をアレッポから避難させ、キラーブ族とその他のベドウィンの部族の戦士、特にヌマイル族の戦士を招集し、さらにはジハード（聖戦）の呼びかけの下でアレッポと周囲の農村地帯のイスラーム教徒の住民を動員した。動員された部隊の大部分はアレッポとその城塞を守っていたスィマールの指揮下に入った。一方でナスルが率いた残りの部隊はすべて軽武装のキラーブ族とヌマイル族の騎兵で構成され、ナスルの部隊がビザンツ軍と対決するために出発した。
ナスルの部隊についてのアラブ側の史料における説明はさまざまである。アレッポの年代記作家のイブン・アル＝アディームとアル＝アズィーミー（1160年代没）は騎兵の数を923人と記録し、イブン・アビー・アッ＝ダム（1244年没）は700人、エジプトのアル＝マクリーズィー（1442年没）は2,000人と記録している。一方でイブン・アル＝ジャウズィー（1201年没）は100人の騎兵と1,000人の歩兵がいたと記録している。ザッカールの見解では、ナスルの部隊は全員騎兵で構成されていたとほぼすべての史料が主張しているため、イブン・アル＝ジャウズィーの数字は非常に疑わしいとしている。ビザンツ軍の規模は現代の学者によっておよそ20,000人と推定されており、軍隊には多くの外国人の傭兵が含まれていた。ナスルの部隊の比較的正確な数字とは対照的に、アラブの年代記作家はビザンツ軍の規模について300,000人または600,000人という現実的とは言い難い数字を残している。

## 戦闘

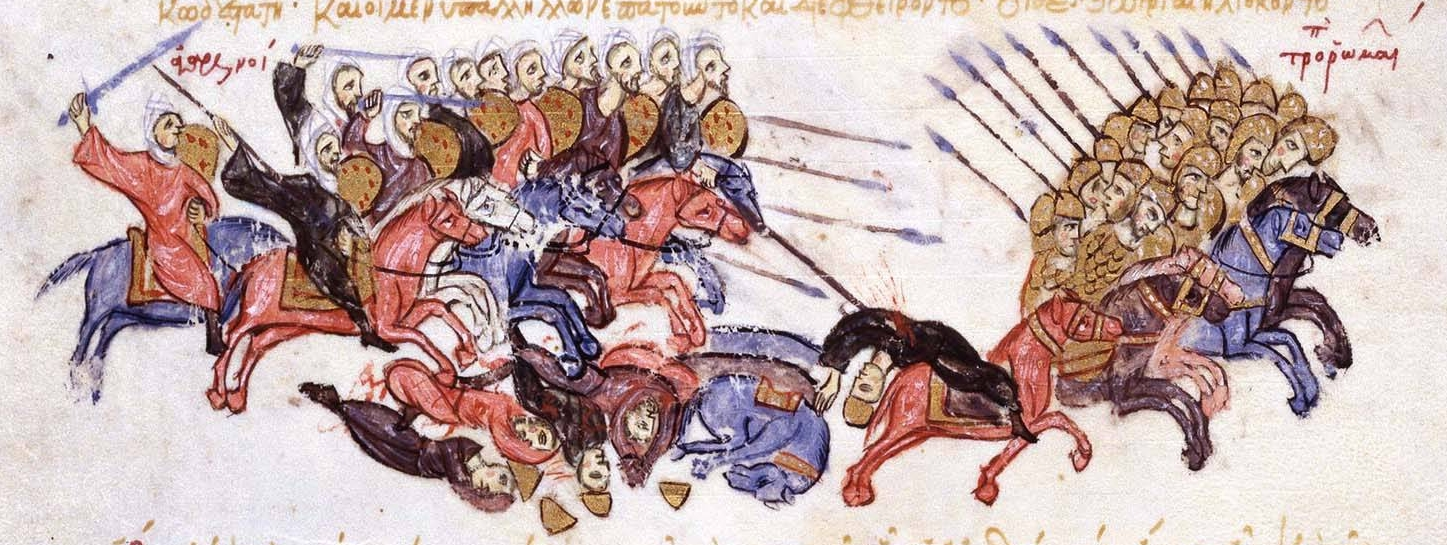
アザーズで敗走するビザンツ軍をアラブ人が追撃する様子を描いたマドリード・スキュリツェスの細密画

ビザンツ軍はアザーズに近いトゥッバルと呼ばれる場所に要塞化した野営地を築いた。そしてロマノス3世はこの一帯の偵察のためにパトリキオスの爵位を持つ指揮官であるレオン・コイロスファクテスが率いるエクスクービテース軍団を派遣した。しかし、コイロスファクテスは奇襲を受けて捕えられ、ほとんどの配下の者が殺されるか捕虜となった。この成功はアラブ人の士気を高め、8月8日にロマノス3世の野営地に向けて繰り返し攻撃を加え始めた。そして野営地の外に位置していたと思われる市場を焼き払い、ビザンツ側の食糧の調達を阻止した。この結果、ビザンツ軍は食糧不足と特に水不足の問題に悩まされるようになった。その後、コンスタンティノス・ダラッセノスがアラブ人に対する攻撃を率いたものの、敗北して野営地へ逃げ戻った。アルメニア人の歴史家であるエデッサのマタイオス（1144年没）は、遠征への不満が高まっていたビザンツ軍の内部ではこの頃に皇帝を戦場に置き去りにして亡き者にしようとする陰謀が企てられていたと伝えており、歴史家のアレクサンダー・カジュダンは、その首謀者はコンスタンティノス・ダラッセノスであったと推測している。
結局、ビザンツ軍はこれらの失敗と問題によって士気を失い、8月9日に皇帝の評議で軍事作戦を放棄するとともにビザンツ領内へ引き返すことを決定した。また、ロマノス3世は自軍の攻城兵器を焼却するように命じた。翌8月10日の朝に軍隊はアンティオキアに向けて撤退を開始したものの、アルメニア人の傭兵が撤退の機会を利用して野営地の物資の略奪を始めたために軍内の統制が崩れた。この事態は塹壕を守っていた兵士たちが身の安全を図って野営地から逃げ出したことでさらなる混乱を招いた。ナスルはこの混乱に付け込んでキラーブ族の部隊を率いて退却するビザンツ軍へ奇襲攻撃を加えた。プセルロスは、アラブ人が集団を分散させて攻撃を加えたことで大軍による攻撃であるかのような錯覚を生み出し、ビザンツ軍を混乱に陥れて兵卒にパニックを引き起こしたと記している。ほとんどのビザンツ軍の部隊が喉の渇きと赤痢によって疲弊していたために、軍隊は崩壊して逃走した。プセルロスはこの時の様子を次のように記している。
かつて全世界を平定し、戦争の備えと戦闘陣形において全ての蛮族の大軍に対して無敵であった軍勢が、その時は敵を目にすることすら耐えられず、彼らの声の轟きだけで耳と魂を縮みあがらせて、全軍が雪崩をうって敗走に転じたのであった。
ビザンツ軍の敗走中に関する出来事は史料によって説明が異なっている。スキュリツェスによれば、皇帝の護衛部隊であるヘタイレイアだけが規律を維持し、ほとんど捕らえかけられていたロマノス3世は部隊の抵抗によって逃亡に成功した。一方でプセルロスは、皇帝の護衛部隊が逃走し、「後ろを振り返ることすらせずに皇帝を見捨てた」と記している。さらに、スキュリツェスはビザンツ軍が「悲惨な敗走」に苦しみ、いくつかの部隊では無秩序な集団暴走の中で兵士たちが仲間同士で殺し合ったと記録しているが、ヤフヤー・アル＝アンターキーは、ビザンツ軍は意外にもほとんど人的消耗を被らなかったと記している。ヤフヤーによれば、高い地位にあったビザンツ軍の軍人の中で死亡したのは二人の指揮官のみであり、さらに別の一人の指揮官がアラブ人によって捕らえられた。
アラブ人はビザンツ軍が慌しく逃走した際に放棄された無傷な状態の軍隊の荷車を含む、大量の戦利品を手に入れた。伝えられるところによれば、戦利品の中には70頭のラクダに乗せなければならなかった程の財宝と豪華な皇帝の天幕が含まれていた。また、ティエリ・ビアンキによれば、ナスルとヌマイル族の両者だけで金貨を運ぶ300頭のラバを捕獲した。ビザンツ側では軍事行動において皇帝たちが伝統的に持ち運んでいたテオトコスの聖なるイコンだけが守られた。

## 戦いの余波

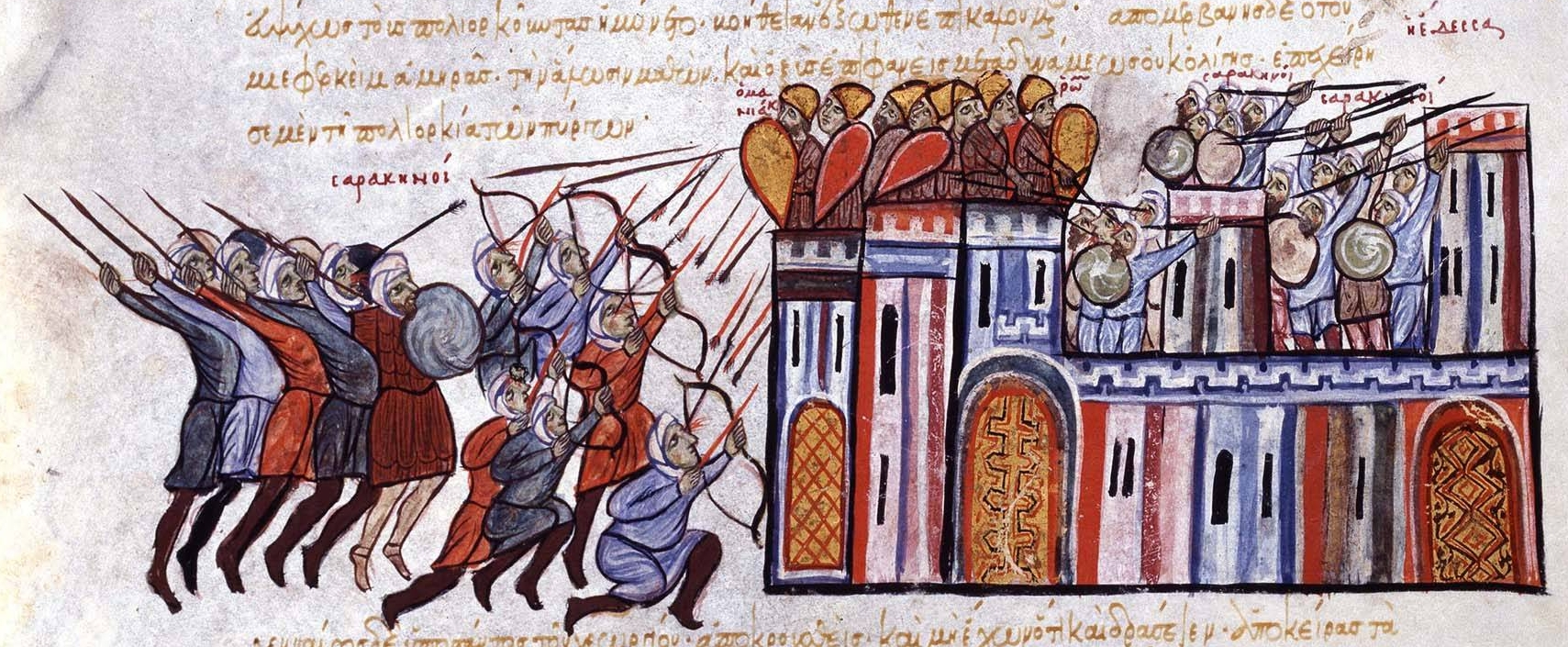
ゲオルギオス・マニアケスの部隊がアラブ人の攻撃からエデッサの要塞を守る様子を描いたマドリード・スキュリツェスの細密画

この戦役におけるビザンツ軍の敗北は、およそ40年後に起こったマラズギルトの戦いの時とは異なり、まだ十分な国力を有していたビザンツ帝国にとって長期に及ぶ後退にはつながらなかった。一方のミルダース朝、ファーティマ朝、そしてバグダードを本拠地とするアッバース朝はアラブ側の勝利を活用することができなかった。ロマノス3世はコンスタンティノープルへ帰還したものの、カテパノとドメスティコス・トーン・スコローン（スコライ軍団司令長官）としてそれぞれニケタス・ミステイアとプロトヴェスティアリオス（宦官の官位一つ）のシュメオンをアンティオキアに残し、より涼しい気候で水の入手が容易な年の後半に再度遠征を実行するように命じた。一方でファーティマ朝はビザンツ帝国の失敗に付け込んで将軍のアヌーシュタキーン・アッ＝ディズバリーがジャッラーフ家とその同盟者であるカルブ族を攻撃したが、10月にボスラで起こった戦いで敗北するという結果に終わった。
ロマノス3世の失敗は、テルークの長官のゲオルギオス・マニアケスがアザーズにおける勝利から引き返してきた800人のアラブ人に対して勝利を収めたことである程度緩和された。勝利の余勢を駆ったアラブ人はマニアケスに自身の領地を明け渡すように要求した。マニアケスは最初は応じるように見せかけてアラブ人に食糧や水を送ったが、その後攻撃を加えてアラブ人を圧倒した。マニアケスの成功の後、ビザンツ軍はアザーズの戦いの余波でビザンツ帝国に反旗を翻したアラブ人の国境地帯の領主たちと戦い、さらにはマラキヤ（タルトゥースとバニヤースの間に位置する海沿いの町）の国境の砦の占領を試みるファーティマ朝軍との戦いも続いた。ニケタスとシュメオンはこれらの攻撃をうまく退け、短期間の包囲戦の末に12月に攻略したアザーズを含むいくつかの要塞を次々に占領した。そしてビザンツ軍が数か月前に敗北したトゥッバルは灰燼に帰した。続く2年間にビザンツ軍は丘陵地帯に存在する現地の部族の砦を計画的に攻略して服従させ、シリアにおけるビザンツ帝国の地位を回復させた。東方でのビザンツ帝国の復活は、マニアケスが1031年にエデッサを攻略したことで最高潮に達した。
一方のミルダース朝ではナスルがスィマールを本人の不在を突いて追放し、単独でアレッポを支配下に置いた。しかしながら、この行動は結果的にスィマールとそのキラーブ族の支持者による圧迫を招くことになり、ナスルはビザンツ帝国に許しと保護を求める必要に迫られた。さらに、ビザンツ軍の敗北後の（恐らく）1031年には、ナスルの競合勢力であるハッサーン・ブン・ムファッリジュに率いられたタイイ族とラーフィー・ブン・アビー・アッ＝ライルに率いられたカルブ族がロマノス3世の招きに応じてアンティオキアの南東に位置するルージュ平原に20,000人に及ぶ部族民を引き連れて移住してきた。ナスルはこの出来事によってさらなる圧力を受けることになった。最終的にナスルは強力な隣人であるビザンツ帝国の敵意を取り除くために1031年4月に息子のアムルをコンスタンティノープルへ派遣し、ビザンツ帝国に対して従属国と臣下の立場に戻る条約の締結を求めた。これに応じて結ばれた条約でナスルはビザンツ帝国に対し年間500,000ディルハムの貢納金を支払うことになり、一方でビザンツ帝国はナスルが攻撃を受けた場合にナスルを支援することになった。この合意は1032年にアラー山で起こったドゥルーズ派の反乱に対するニケタスとナスルによる共同での鎮圧につながった。ミルダース朝の兄弟間の紛争はキラーブ族の指導者が仲裁に入り、ナスルがアレッポからシリアを統治し、スィマールがラフバからメソポタミア方面を統治するという調停が成立したことで収束に向かった。
その後はアヌーシュタキーン・アッ＝ディズバリーが1038年にハマーの近郊で起こった戦いでナスルを破って戦死させ、続いてアレッポをも占領したものの、スィマールが後にミルダース朝によるアレッポの支配を回復した。ミルダース朝は時折中断を挟みながらも1080年までアレッポの支配を維持した。一方でロマノス3世は1032年に再び東方への遠征を実行に移したが、進軍中に首都で陰謀事件が発生したために中止を余儀なくされ、さらには皇后のゾエとパフラゴニア家の一派がロマノス3世支持派の勢力を駆逐した。その結果、権威の低下と孤立化に陥ったロマノス3世は1034年4月11日にパフラゴニア家のミカエルによって浴場で溺死させられ、ミカエルがミカエル4世（在位：1034年 - 1041年）として帝位につくことになった。